# Ignacy Abramowicz

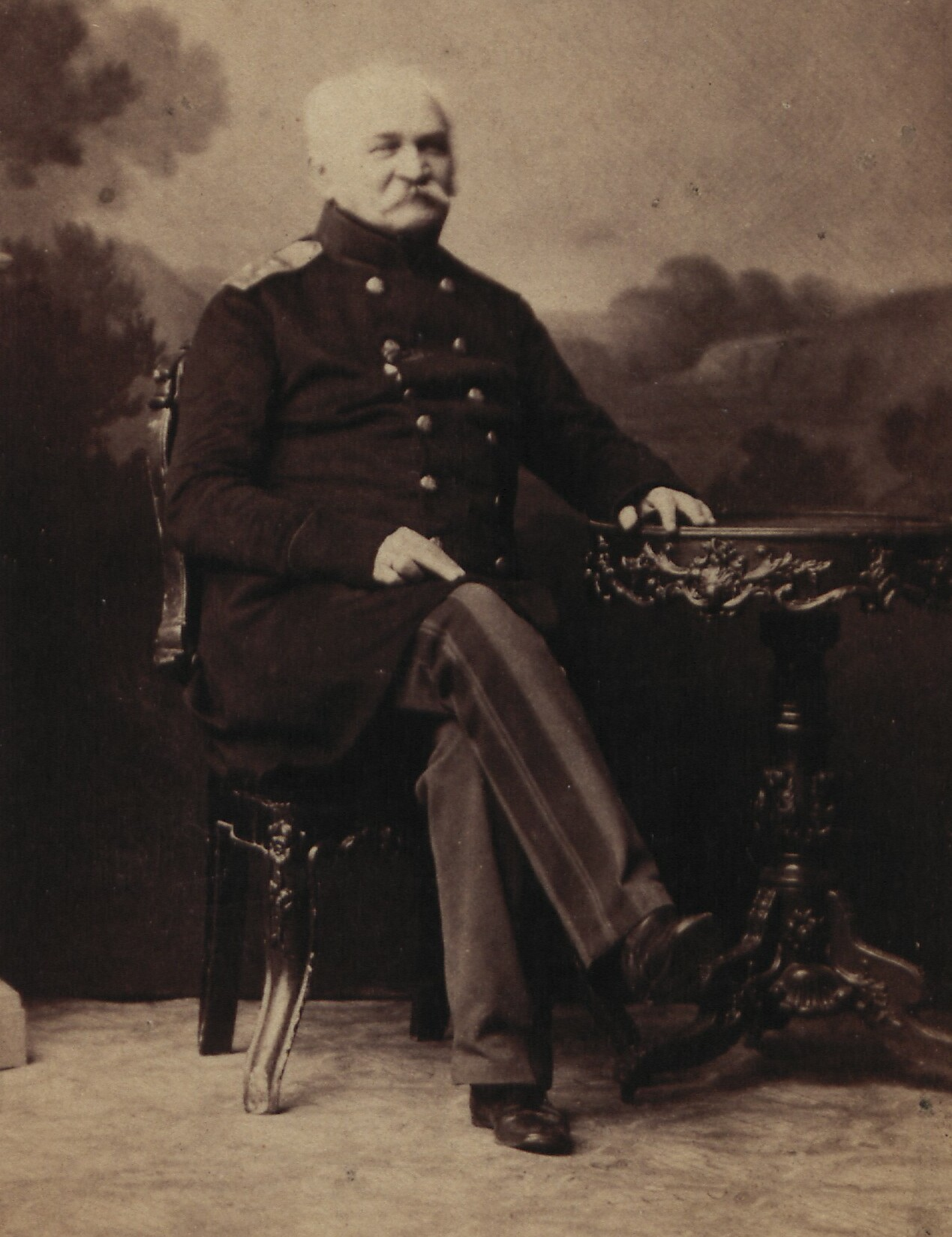
Ignacy Abramowicz
(4. Januar 1860)

Ignacy Abramowicz (* 1793; † 4. Juni 1867 in Warschau) war ein polnischer Militär, der zunächst in der polnischen Armee diente und sich später in den Dienst der russischen Armee stellte.

## Leben
Ignacy Abramowicz kam als Sohn von Joachim in einer adligen Familie zur Welt und wurde zuhause unterrichtet.
Während des Fünften Koalitionskrieges 1809 schloss er sich in Podolien dem 13. Husarenregiment des Herzogtums Warschau  an, wo er im Jahre 1811 er nach den Galizienfeldzügen zum Leutnant befördert wurde.
Nach dem Ausbruch des Sechsten Koalitionskrieges 1812 zog er mit seinem Regiment nach Litauen, wo er sich mit Dominik Moniuszka und seinem Bruder Mikołaj Abramowicz dem 21. Reiterregiment, in dem er zunächst zum Major und wenige Tage später zum Oberstleutnant wurde. Er nahm in den Jahren 1813 und 1814 an Feldzügen teil. Für seine militärischen Dienste wurde er mit dem Orden Virtuti Militari vierten Grades und dem Officier de la Légion d’Honneur ausgezeichnet. Während seines Aufenthaltes in Frankreich heiratete er die Baronesse Matylda de Mayllan.
Als er 1815 nach Polen zurückgekehrt war, bat er um Entlassung aus dem Militärdienst, die ihm am 16. Dezember gestattet wurde. Er lebte daraufhin in Vilnius, wo er eine Freimaurerloge „Szkoła Sokratesa“ (Schule des Sokrates) gründete.
Nachdem er in den folgenden Jahren sein Vermögen verloren hatte, trat er im Jahre 1827 als Fähnrich in die russische Armee ein. Dieses Vorgehen sorgte unter der polnischen Gesellschaft für Empörung.
Während des Russisch-Türkischen Krieges 1828–1829 stieg er zum Porutschik und zum Rittmeister auf, schließlich wurde er Adjutant von Iwan Fjodorowitsch Paskewitsch, der ihn in den folgenden Jahren fördern wird. Für seine militärischen Leistungen, wie die Eroberung von Kars, erhielt er viele Geldpreise und Orden (darunter den Orden der Heiligen Anna und den Orden des Heiligen Georg).
Im Jahre 1830 wurde er in die Leibgarde versetzt und nahm an Schlachten im Kaukasus sowie an der Niederschlagung des Novemberaufstandes 1831 teil. Im Jahre 1835 wurde er Oberstleutnant.
Im Jahre 1839 übernimmt er auf Befehl von Paskewitsch die Verwaltung der Zarenpalais in Warschau. 1842 wurde er zudem Vorsitzender der Theaterdirektion in Warschau, 1844 Generalmajor und Oberpolilzeimeister in Warschau, 1851 Verwalter des Fürstentums Łowicz, 1853 Generalleutnant und 1854 Generalpolizeimeister.
Nach dem Tod von Paskewitsch wurde Ignacy Abramowicz von dessen Nachfolger Michail Dmitrijewitsch Gortschakow im Jahre 1859 aus dem Amt des Verwalters des Fürstentums Łowicz gegen seinen Willen entlassen.
Nach größeren Demonstrationen im Jahre 1861 bat er um Entlassung aus seinen Stellungen unter Beibehaltung seiner Bezüge, wurde von Alexander Nikolajewitsch von Lüders zwar entlassen, jedoch ohne seine Bezüge.
Am 4. Juni 1867 starb er in Warschau und wurde in Vilnius beigesetzt.